# Rotflügelsittich
Der Rotflügelsittich (Aprosmictus erythropterus) ist eine Papageienart, die im südlichen Neuguinea sowie dem nördlichen und nordöstlichen Australien verbreitet ist. Das Verbreitungsgebiet in Australien ist sehr groß und reicht bis zum nördlichen New South Wales und dem nordöstlichen South Australia. Es werden zwei Unterarten unterschieden.
Rotflügelsittiche sind überwiegend baumbewohnende Papageien. Sie kommen allerdings gelegentlich zur Aufnahme von Wasser und Nahrung auch auf den Boden. Sie fressen überwiegend Samen und Früchte.

## Erscheinungsbild
Der Rotflügelsittich hat eine etwas gedrungenere Gestalt als der Königssittich. Das Gefieder ist überwiegend grün. Der breite und quadratische Schwanz ist etwa ein Drittel kürzer als die Flügel. Ein Geschlechtsdimorphismus ist vorhanden. Rotflügelsittiche erreichen eine Körperlänge von 32 Zentimeter und wiegen zwischen 120 und 210 Gramm.
Der Kopfgefieder des Männchens ist leuchtend hellgrün. Auf dem hinteren Oberkopf ist das Gefieder leicht blau überhaucht. Die Körperunterseite sowie die Oberschwanzdecken sind gelbgrün. Der Vorderrücken sowie die Schulterfedern sind schwarz. Der Hinterrücken ist glänzend dunkelblau und hellt zum Bürzel hin auf. Die kleinen, mittleren sowie die inneren großen Armdecken sind kräftig rot. Die Handschwingen und die äußeren Handdecken sind dagegen scharf abgegrenzt dunkelgrün. Der Schwanz ist an der Oberseite grün. Die Steuerfedern sind am Ende überwiegend hellgelb. Der Schnabel ist orangerot und weist eine hellere, gelborange Spitze auf. Die Iris ist orangerot. 
Weibchen haben ein überwiegend mattgrünes Gefieder. Sowohl der Bauch als auch die Unterschwanz- und die Oberschwanzdecken sind gelblich. Der Vorderrücken sowie die Schulterfedern sind dunkelgrün. Der Hinterrücken und der Bürzel sind mattblau. Auch hier hellt das Gefieder zum Bürzel hin auf. Verglichen mit den Männchen ist das Rot des Gefieders deutlich matter. Es ist auf die äußeren mittleren und die inneren großen Armdecken begrenzt. Die Schwingen sind ansonsten grün. Der Schnabel ist matter orange und geht leicht ins Bräunliche über. Die Iris hat einen bräunlicheren Ton als beim Männchen.
Der Flug der Rotflügelsittiche wirkt unregelmäßig, weil die kräftigen, weit ausholenden Flügelschläge von kurzen Pausen nach jedem Abschlag unterbrochen werden. Der Flug ist damit leicht wellenförmig.

## Lebensraum
Rotflügelsittiche sind Vögel der offenen bewaldeten Landschaft. Sie sind vor allem in solchen Regionen anzutreffen, die einen verlässlichen, jahreszeitlich schwankenden Niederschlag aufweisen. Sie sind meist im weiteren Umkreis von Wasserstellen zu finden. Während sie aride Regionen meiden, sind sie in lichten Wäldern und Baumsavannen anzutreffen. Diese weisen meist einen Bestand an Eukalyptusbäumen sowie Akazien, Kasuarinen und Zypressen auf. Entlang der Nordküste Australiens trifft man sie auch in Mangroven an. Landwirtschaftlich genutzte Gebiete Agrarzonen werden mittlerweile ebenfalls genutzt und in Darwin kann man sie auch in den Gärten und Parks der Vororte beobachten.
Die Lebensweise der Rotflügelsittiche ist nomadisch. Auslöser der erratischen Wanderungen ist die Nahrungsverfügbarkeit.

## Verhalten
Rotflügelsittiche leben normalerweise paarweise oder in kleinen Familienverbänden. Schwärme mit mehr als 20 Vögeln sind für diese Art ungewöhnlich. Sie halten sich überwiegend in den Baumkronen auf und kommen nur auf den Boden, um dort heruntergefallene Samen und Früchte aufzunehmen oder an den Wasserstellen zu trinken. 
Rotflügelsittiche fressen Samen, Früchte, Beeren, Nüsse, Blüten, Nektar sowie Insekten und deren Larven. Bevorzugt werden die Samen und Blüten von Eucalyptus-Arten sowie die Samen von Akazien.

## Fortpflanzung
Im Süden Australiens nisten Rotflügelsittiche im Zeitraum August bis Februar. Im Norden Australiens sind Gelege das ganze Jahr über festzustellen. Rotflügelsittiche sind Höhlenbrüter, die bevorzugt in alten Eukalyptusbäumen in der Nähe von Gewässern brüten. Sie präferieren Nisthöhlen, die sehr tief sind, so dass die eigentliche Brutkammer fast auf Erdniveau liegt. Man hat Bruthöhlen gefunden, bei denen der Eingang mehr als neun Meter über der eigentlichen Brutkammer lag.
Das Gelege besteht in der Regel aus vier bis fünf Eiern, gelegentlich aus drei oder sechs Eiern. Die Eier sind rund-elliptisch. Es brütet allein das Weibchen. Die Brutzeit beträgt 20 Tage. Paarfütterungen, bei denen das Männchen das Weibchen mit Futter versorgt, sind in freier Natur beobachtet worden. Die Nestlinge verlassen mit etwa sechs Wochen die Nisthöhle.

## Haltung in menschlicher Obhut
In Australien werden Rotflügelsittiche nicht sehr häufig gehalten. In Europa dagegen sind sie seit mehr als einem Jahrhundert Volierenvögel. Problematisch ist ihre Eingewöhnungszeit. Einmal eingewöhnt sind sie jedoch robuste Pfleglinge, die ein Lebensalter von mehr als zwei Jahrzehnten erreichen können. Für ihr Wohlbefinden benötigen Rotflügelsittiche sehr große Volieren. Empfohlen wird eine Volierenlänge von mindestens fünf Metern Länge und zwei Meter Höhe, damit die Vögel die Möglichkeit zum Fliegen haben. Anderenfalls werden die Vögel sehr träge, da sie ihren Bewegungsdrang nicht ausleben können.

## Belege